# Сімукаппу

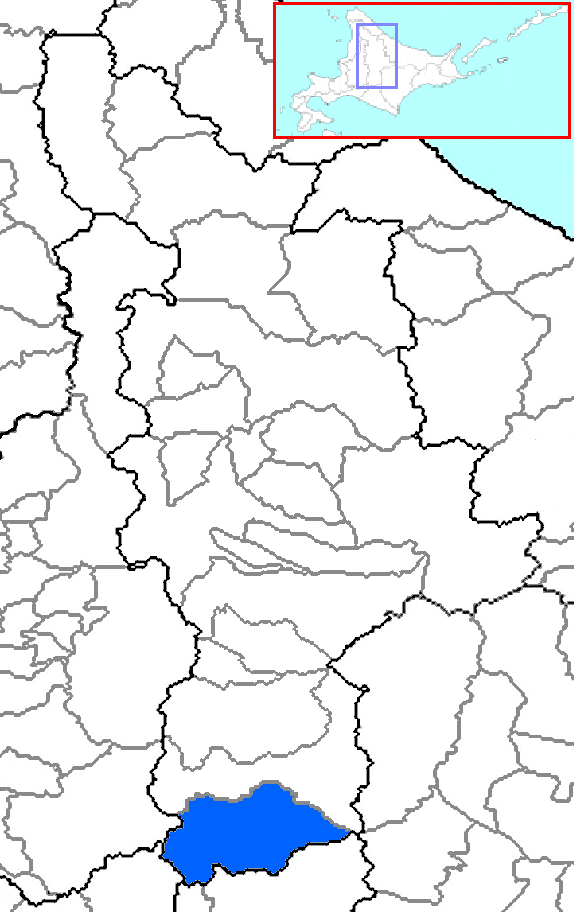

42°58′48″ пн. ш. 142°23′55″ сх. д. / 42.98000° пн. ш. 142.39861° сх. д.
Сімука́ппу (яп. 占冠村, しむかっぷむら, МФА: [ɕimukap̚.pu muɾa]) — село в Японії, в повіті Юфуцу округу Камікава префектури Хоккайдо. Станом на 1 жовтня 2008 року площа містечка становила 571,31 км². Станом на 31 березня 2017 населення містечка становило 1203 осіб.